# Desmoscolex prampramensis
Desmoscolex prampramensis är en rundmaskart som beskrevs av Steiner 1916. Desmoscolex prampramensis ingår i släktet Desmoscolex och familjen Desmoscolecidae.

## Underarter
Arten delas in i följande underarter:
- D. p. prampramensis
- D. p. robustus